# Уилсон, Аджита
А́джита Уи́лсон (англ. Ajita Wilson), урождённая — Джордж Уи́лсон (англ. George Wilson; 1950, Бруклин, Нью-Йорк, США — 26 мая 1987, Рим, Италия) — американская актриса.

## Биография
Точная дата рождения Аджиты Уилсон неизвестна. Предположительно, она родилась в 1950 году. Её мать была бразильянкой, отец — афроамериканцем. Рождённый мальчиком, после окончания школы работал в трансвестит-шоу в одном из ночных клубов Нью-Йорка.
В 1967 году после операции по изменению пола в одной из клиник Дании берёт псевдоним Аджита Уилсон. Её обнаружил фотограф Билл Кинг, сделав её международной моделью и позволив путешествовать по миру. Позже Уилсон решила переехать в Италию и осела в Милане. Дебютировала в итальянском эротическом кино в 1976 году, сыграв сразу в нескольких фильмах, начиная с фильма «Обнажённая принцесса» Чезаре Каневари, вдохновлённом жизнью принцессы угандийского королевства Торо Елизаветы. В 1980 году сыграла в триллере Лучио Фульчи «Контрабанда». Исполнила роли Магды Уртадо в фильме «Садомания» (1981) и принцессы Обонго в фильме «Сексуальный Макумба» (1983) — все режиссёра Хесус Франко. Снималась в низкопробных фильмах категории «Х». С 1983 года активно играла в эротическом кино Греции.
В конце мая 1987 года Аджита попала в автокатастрофу и 26 мая 1987 года, в возрасте 37 лет, умерла от кровоизлияния в мозг в римском госпитале. Тело Уилсон было кремировано в Риме, Италия.

## Фильмография
1. 1976 — Обнажённая Принцесса — Принцесса Мариам
2. 1977 — Маври Aphroditi (английское название: чёрный и синий Aphrodite Passion)
3. 1978 — L'Amour Chez Les POIDS LOURDS (английское название: Truck Stop) — Калипсо (нет в титрах)
4. 1978 — Джо Д’Амато (английское название: Joe D’Amato) — Follie Ди Notte
5. 1980 — Побег из ада
6. 1980 — Контрабандисты
7. 1980 — Садомания
8. 1982 — Apocalipsis сексуальная
9. 1982 — Ева Человек
10. 1983 — Макумба сексуальная
11. 1983 — Оргия: Кошечки синдром
12. 1984 — Прелести Санторини
13. 1984 — Отдых в Hydra
14. 1985 — Остров Savage
15. 1986 — Бокка Бьянка Бокка Нера